# Wykładnia systemowa
Wykładnia systemowa (systematyczna) – nakazuje podczas interpretacji jakiegoś fragmentu tekstu prawnego uwzględniać kontekst, w jakim fragment ten się znajduje. Kontekst ten może być zarówno prawny, jak i pozaprawny.
W ramach kontekstu prawnego uwzględnia się tzw. systematykę wewnętrzną i zewnętrzną danego tekstu prawnego.
Na użytek systematyki wewnętrznej bierze się pod uwagę zarówno pozostałą część aktu prawnego (precedensu sądowego), w jakim znajduje się interpretowany fragment tekstu prawnego, jak i nazwy nagłówków, tytułów, śródtytułów, oddziałów, rozdziałów, ksiąg, części itp., na jakie akt ten (precedens) jest podzielony. Poza tym uwzględnia się tu też treść preambuły, a także załączników, protokołów i deklaracji, jeśli zostały one załączone do tego aktu.
Na użytek systematyki zewnętrznej bierze się pod uwagę zawartość innych aktów prawnych (precedensów sądowych), w tym ich hierarchię, moment, w jakim zostały one ustanowione, oraz stopień szczegółowości znajdujących się w nich postanowień.
Kontekst pozaprawny to wszystko to, co istniało przed i w chwili powstania interpretowanego tekstu prawnego, ewentualnie jeszcze później.
Wykładnia systemowa stanowi niejako przedłużenie lub uzupełnienie wykładni językowej (gdy odwołuje się do kontekstu prawnego) i wykładni celowościowej (gdy odwołuje się do kontekstu pozaprawnego).